# Станг, Эмиль (младший)
Эмиль Станг-младший (норв. Emil Stang d.y.; 22 сентября 1882 — 21 декабря 1964) — норвежский политический деятель, юрист.

## Биография
Родился в семье премьер-министра Норвегии и первого председателя Консервативной партии Эмиля Станга, внук первого премьер-министра независимой Норвегии Фредерика Станга.
В 1905 году получил степень кандидата юридических наук. С 1911 года имел адвокатскую практику в Христиании. В том же году вступил в Норвежскую рабочую партию и в 1918-м был избран её вице-председателем.
С 1917 по 1928 годы был членом Городского совета Христиании.
В 1919 году был направлен делегатом на Первый конгресс Коминтерна в Москву. После смерти Кюрре Греппа с 1922 по 1923 исполнял обязанности председателя НРП. Принимал участие в создании в 1923 Коммунистической партии Норвегии, стал членом её ЦК.
Вышел из Коммунистической партии в 1928-м, в дальнейшем занимался юридической деятельностью. В 1937 году назначен судьёй Верховного суда Норвегии.
В году немецкой оккупации Норвегии был арестован, содержался в тюрьме в Осло и в концлагере Заксенхаузен в Германии.
В 1946—1952 годах занимал пост Главного судьи Верховного суда Норвегии.